# Erich Sauer (Theologe)
Erich Sauer (* 31. Dezember 1898 in Berlin; † 25. Februar 1959 in Wiedenest) war ab 1920 theologischer Mitarbeiter, von 1937 bis 1952 Studienleiter und von 1952 bis 1959 Leiter des Missionshauses Bibelschule Wiedenest der Brüderbewegung in Bergneustadt. Durch seine in hohen Auflagen erschienenen und in mehr als zwanzig Sprachen übersetzten Bücher gilt er als einer der einflussreichsten heilsgeschichtlichen Theologen des 20. Jahrhunderts der evangelikalen Welt.

## Leben und Wirken
Erich Sauer kam durch seine Mutter schon als Kind in die Christliche Gemeinschaft Berlin, eine Gemeinde der sogenannten Offenen Brüder. Dort empfing der Junge starke geistliche Impulse, die Ende 1911 schließlich zu einer inneren Hinkehr zum christlichen Glauben führten. Sofort nach seiner Bekehrung begann er in verschiedenen Arbeitszweigen der freikirchlichen Gemeinde (Sonntagsschule, Junge Gemeinde, Stadtmission) mitzuarbeiten. Angeregt durch einen Besuch des China-Missionars Ernst Kuhlmann, der ihn sehr beeindruckte, wollte er selbst als Lehrer in die Mission gehen. Zu diesem Zweck studierte er in Berlin an der Friedrich-Wilhelms-Universität zunächst Englisch, Geschichte, Philosophie und Theologie mit dem Ziel der Promotion. Ein schweres Augenleiden, das ihn fast erblinden ließ, zwang ihn aber, seine umfangreichen Studien zu beenden. 
Der Leiter der 1905 an der Hohenstaufenstraße in Berlin gegründeten, 1919 nach Wiedenest übergesiedelten Allianz-Bibelschule, Johannes Warns, lud Sauer 1920 zur Erholung ins Oberbergische ein, was für den jungen Mann der Auftakt zu seinem späteren Wirkungsfeld als Bibelschullehrer wurde. Seine Vorlesungen und Predigten wurden beachtet und sehr geschätzt, die Zusammenarbeit mit seinen Kollegen Major Wedekind, Heinrich Koehler und Ferdinand Peterssen gestaltete sich einträchtig.
1933 heiratete er Charlotte (Lotte) Köhler (1898–1984), die jüngste Tochter des Bibelschulleiters Christoph Köhler. Dieser Ehe entstammte eine Tochter.
Nach dem Tod von Johannes Warns im Jahr 1937 übernahm Erich Sauer die Studienleitung der Allianz-Bibelschule. Zusammen mit seinem Schwager Heinz Köhler leitete er dieses Institut bis zu dessen Tod 1952. Danach übernahm er die Leitung des inzwischen „Missionshaus Bibelschule Wiedenest e. V.“ genannten Gesamtwerks bis zu seinem Tod im Jahr 1959.
Daneben entwickelte Sauer eine ausgedehnte Lehr- und Verkündigungstätigkeit im In- und Ausland. Seine Vortragsreisen führten ihn unter anderem in viele Länder Europas und nach Nordamerika. Studienreisen unternahm er nach Ägypten, Israel, Syrien, in die Türkei und nach Griechenland. In den vielfältigen Begegnungen mit Christen unterschiedlicher Konfessionen wuchs in ihm eine Ahnung von der Größe des Reiches Gottes. Die Einsicht, dass die Gemeinde Jesu immer größer ist als die eigene Denomination, aber auch immer kleiner als die Gesamtzahl derer, die sich zu irgendeiner Kirchengemeinschaft zählen, wurde für Sauer zu einem wichtigen Angelpunkt seiner Lehrauffassungen. In der Evangelischen Allianz sah er deshalb ein wichtiges Betätigungsfeld und wurde für viele Jahre hier ein wichtiger Impulsgeber.

## Lehre
Ein weiteres, vielleicht noch bedeutsameres Charakteristikum seiner Lehre war die heilsgeschichtliche Deutung der Bibel. In seinem Erstlingswerk von 1931 Zweck und Ziel der Menschenschöpfung wurde sein heilsgeschichtlicher Ansatz bereits angedeutet. 1937 erschienen seine beiden Hauptwerke Das Morgenrot der Welterlösung und Der Triumph des Gekreuzigten, mit denen er weltbekannt wurde. In ihnen entfaltete er, dass die Bibel kein dogmatisches Lehrbuch, auch keine willkürliche Sammlung antiker Dokumente, sondern das Zeugnis der Offenbarungsgeschichte Gottes sei. Die Weltgeschichte sei Baugerüst von Gottes Heilsgeschichte. Seine heilsgeschichtliche Theologie versuche daher vor allem, die sich in Schöpfung, Erlösung und Vollendung erweisende Heilsgeschichte Gottes als wirkliche Geschichte zu erkennen, die nach einem von Gott gefassten und offenbarten Vorsatz geprägt sei. Sein hermeneutisches Bemühen richtete sich darauf, die biblischen Texte sowohl in ihrem zeitgeschichtlichen als auch in ihrem weiteren heilsgeschichtlichen Kontext ernst zu nehmen und zu verstehen. Bei aller Verschiedenheit der biblischen Bücher im Blick auf Gattung, Stil, Abfassung, Autorschaft und Umwelt sah Sauer doch die Einheit der Bibel des Alten und Neuen Testaments in dem sich offenbarenden Gott gewahrt.
Aus diesem Grund wagte er es auch, verschiedene heilsgeschichtliche „Linien“ (Längsschnitte), die dem Heilsplan Gottes mit der Welt entsprechen und sich in Kontinuität und Diskontinuität entwickeln, im Alten und Neuen Testament nachzuzeichnen. In Anlehnung an angelsächsische Theologen der Erweckungsbewegung scheute er sich auch nicht, sie grafisch darstellen zu lassen. Bekannt wurde in diesem Zusammenhang sein Wiedenester Heilsplan, der verschiedenen seiner Schriften beilag und weite Verbreitung fand. Seine Schüler und Hörer nannten Sauer deshalb auch einen Haushalter der Geheimnisse Gottes.
Sauers Hauptwerke (s. u.) erreichten hohe Auflagen und fanden, auch weil sie in viele Sprachen übersetzt wurden, weltweite Verbreitung.

## Kritik
Sauer entwickelte seine Theologie vor 1945, und der Gedanke der „arischen Herrenrasse“ fand Eingang in seinen Ablauf der Heilsgeschichte. Er berief sich dabei auf  Genesis 9,26f., das eine Völkermythologie über Sem, Ham und Jafet enthalte, ein regelrechtes „Rassenprogramm“, wonach es von Gott gewollt sei, dass die afrikanischen und asiatischen Völker den europäischen unterlegen seien. Er sah die „Aufrichtung des arisch-japhetitischen Weltregiments“ durch den Indogermanen und persischen König Kyros II. im Jahre 538 v. Chr., das nie mehr gebrochen worden sei. Adolf Hitler und seiner nationalsozialistischen Herrschaft stand er daher weitgehend wohlwollend gegenüber, gerade auch weil dieser gegen den Kommunismus vorging und den Bolschewismus bekämpfte. Zur Bekennenden Kirche äußerte er sich kritisch. Zur Judenfrage war er ambivalent eingestellt; die Judenpogrome in Deutschland wollte er noch bis 1941 nicht wahrhaben, erst nach dem Zweiten Weltkrieg musste er den Holocaust anerkennen und änderte einzelne seiner Einschätzungen in seinen Büchern. Die Gründung des Staates Israel dagegen begrüßte er sehr. Ein öffentliches Eingeständnis, den Nationalsozialismus falsch eingeschätzt zu haben und damit Rassismus, Antisemitismus und Menschenrechtsverletzungen geduldet oder gar unterstützt zu haben, fand nicht statt. Es bleibt umstritten, inwiefern und wie weit seine zeitgeschichtlichen Fehlannahmen und seine Uneinsichtigkeit sein ganzes theologisches Werk und Vermächtnis beeinträchtigt haben.

## Motto
Erich Sauers Motto war: „Jeder Christ – ein Missionar! Jede Ortsgemeinde – eine Missionsgemeinde!“

## Werke
- Zweck und Ziel der Menschenschöpfung, 1931.
- Das Morgenrot der Welterlösung. Ein Gang durch die alttestamentliche Heilsgeschichte, 1937, 9. Auflage 1998, ISBN 978-3-417-21410-9.
- Der Triumph des Gekreuzigten. Ein Gang durch die neutestamentliche Heilsgeschichte, 1937, 9. Auflage 1974, Neuauflage 1994, ISBN 978-3-417-21411-6.
- Vom Adel des Menschen, 1939.
- Der göttliche Erlösungsplan von Ewigkeit zu Ewigkeit, 1950.
- In der Kampfbahn des Glaubens. Ein Weckruf zu neuem Leben nach Hebräer 12, 1952.
- Gott, Menschheit und Ewigkeit, 1952, ISBN 3-417-21407-6; Neuauflage 1992, ISBN 978-3-417-21407-9.
- Es geht um den ewigen Siegeskranz, 1952.
- 1905–1955. Missionshaus Bibelschule Wiedenest. Ein Zeugnis von der Gnade Gottes, 1955.
- Der König der Erde. Ein Zeugnis vom Adel des Menschen nach Bibel und Naturwissenschaft, 1959.